# イギリス王室
イギリス王室（イギリスおうしつ、英: British Royal Family）は、イギリス（グレートブリテン及び北アイルランド連合王国）ならびにイギリス連邦王国の君主および王族の総称。

## 王室
王室の範囲に関する明確な定義は存在しないが、少なくとも His/Her Majesty（HM, 陛下）や His/Her Royal Highness（HRH, 殿下）の敬称を持つ人物は、一般的に王室であると考えられている。そこで有力な指針のひとつとされているのが、1917年11月にジョージ5世により発表された、王子・王女の身分と陛下・殿下の敬称の運用方針を定めた勅許状である。これによると、王子・王女の身分と陛下・殿下の敬称は、国王、国王の子供、国王の息子の子、プリンス・オブ・ウェールズ（国王の長男：王太子）の長男の長男に与えられるものとされている。
ただし、出生時に王族と認められなくても、王位の継承など時が経てば国王またはその近親になることが確実である人物が存在しうる場合などには、必要に応じて王族の範囲が広げられる場合がある。
たとえば、1948年にエリザベス王女（当時）の第一子で長男チャールズが誕生した時、チャールズは国王ジョージ6世の女系の孫なので本来ならば王族とはならないが、状況からしてチャールズが将来即位して次期国王に成ることは確実なので勅令に基づきチャールズは王子となった。
1952年から2022年までの女王エリザベス2世在位下でいえば、プリンス・オブ・ウェールズの長男の全ての子が王子・王女の身分と殿下の敬称を与えるように勅許が与えられた。これは、エリザベス2世の孫の一人で王位継承権第2位（当時）のウィリアム王子が結婚し、女王在位中の曾孫たる第3王位継承者の誕生（ジョージ王子：2013年生）が現実味を帯び、またそれと同時期に王位継承法が改正され（2013年王位継承法）、「兄弟姉妹間男子優先制」から「長子優先制」に変わったことから、プリンス・オブ・ウェールズの長男の第一子が女子であっても、自動的に王位を継承することになったためである。
なお、女王在位中において当時のプリンス・オブ・ウェールズの次男サセックス公爵ヘンリー王子の子女は、「女王在位中は王子・王女の身分を有さない立場」にあり、「プリンス・オブ・ウェールズであるチャールズ王太子が新国王に即位した際には王子・王女の身分を与えられる」という特異な立場にあったが、女王が崩御するまでプリンス・オブ・ウェールズの長男の子女以外の、女王の曾孫に身分・敬称を与える旨の勅許や法改正案は出ることは無かった。新たな勅許等が出ない限り、慣例によりサセックス公爵の長男アーチー（2019年生）は「ダンバートン伯爵」の儀礼称号で呼ばれ、女子や次男以下の男子はロード(Lord)、レディー(Lady)の儀礼敬称をつけて呼ばれる形となっていた。なお、両親の意向により、アーチーも儀礼称号は使用せず、「マスター (master)」の敬称を使用していた。チャールズの即位後も権利は発生するものの自動的には王子・王女の称号は与えられず、2023年3月にチャールズ新国王からその称号が与えられた。
また、これらの敬称を持つ男性王族と結婚した女性は、夫の爵位・称号に対応する妃または夫人としての称号を与えられ、陛下や殿下の敬称を冠して呼ばれる。一方、女性王族と結婚した男性は、特別に爵位・称号を賜らない限り、称号や王族特有の敬称を名乗ることができない。エリザベス2世の夫であるフィリップ王配は、結婚時にエディンバラ公爵位と殿下の敬称をエリザベス2世の父ジョージ6世から賜り、エリザベス2世から「プリンス (prince)」の称号を授けられたため、His Royal Highness The Prince Philip, The Duke of Edinburgh（エディンバラ公爵フィリップ王子殿下）と呼ばれる。しかし、アン王女の夫であるティモシー・ローレンスは、結婚時に特別の爵位や敬称を賜っていないため、結婚後も軍人としての肩書きであるVice-Admiral（海軍中将）で呼ばれている。
（敬称）呼び掛ける場合は「your majesty」等だが・呼び掛けない場合は以下の通り
- His Majesty - 男王（男性国王）
- Her Majesty - 女王（女性国王）、王妃及び王后（男王の妃）、王太后（先代男王の妃及び母后）
- His Royal Highness - 王配（女王の夫）、王子（国王の息子、国王の息子の息子、ウェールズ公の長男の息子）、
- Her Royal Highness - 王女（国王の娘、国王の息子の娘、ウェールズ公の長男の娘）、王太子（ウェールズ公）及び王子の王太子妃（ウェールズ公妃）及び妃（妃殿下）または高位王族ではない場合は夫人（公爵夫人殿下等）となる。

## 公務
イギリス王室が抱えている公務は、毎年3000件以上にのぼる。
2016年現在、イギリス王室で公務を分担する王族は20人を数える。王室で生まれた王子や王女はもとより、男性王族に嫁いできた女性たちもすぐに公務に携わるようになる。この20人の王族のうち、実にその半数の10人が女性王族で、彼女たちだけで900に近い団体の長を務めている。

## イギリス王族の人物一覧

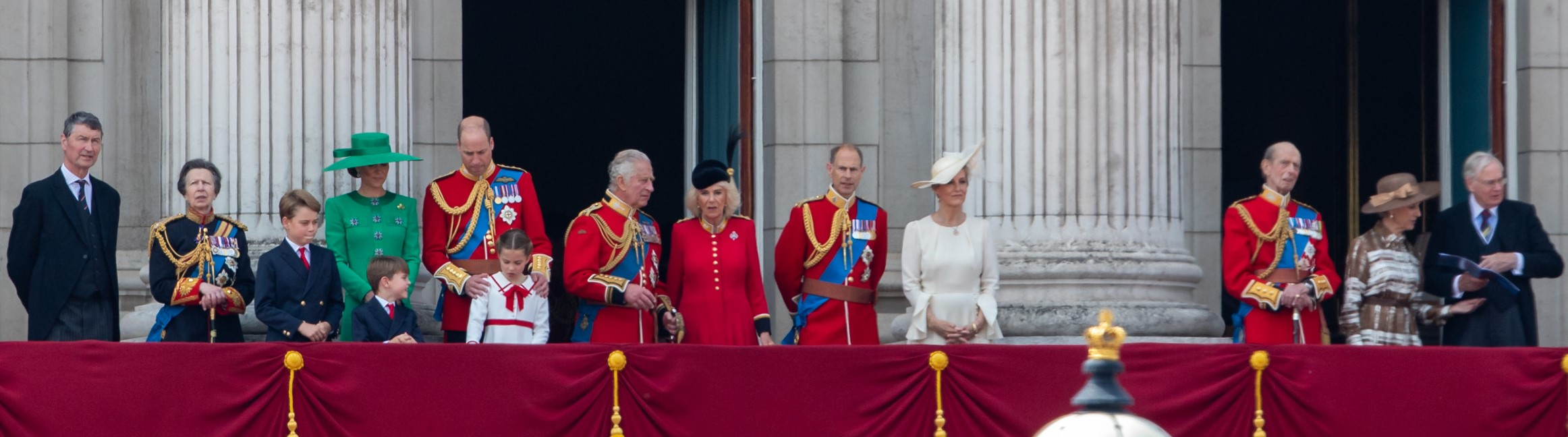
バッキンガム宮殿のバルコニーに姿を現したウィンザー家の人々（2023年6月）

イギリスと他の英連邦王国14ヶ国の国家元首の地位にあるのは、国王チャールズ3世である。チャールズは王室の当主である。彼はエリザベス2世の長男であり、ジョージ6世の初孫息子である。2023年現在、彼には2人の子供（2男）と5人の孫（3男2女）がいる。

### 狭義の王族のリスト
英国で現在、陛下または殿下の敬称を名乗っている、もしくは名乗る権利がある人々は、次の通りである。国王、王妃のみが His/Her Majesty を冠して呼ばれ、その他はエディンバラ公爵（エリザベス2世第3王子）ならびにサセックス公爵（チャールズ3世第2王子）の子供を除き His/Her Royal Highness の敬称を冠して呼ばれている。
エディンバラ公爵夫妻の長女ルイーズ及び長男ジェームズは、1917年の勅許状によると、王子・王女の身分と殿下の敬称を名乗る権利を持っているが、ウェセックス伯爵(当時)夫妻の結婚時に、夫妻の希望を汲む形で、エリザベス2世が「ウェセックス伯爵夫妻の子供は、王子・王女の身分と殿下の敬称を名乗らない」と宣言したため、この身分と敬称を用いない。ルイーズは、The Lady Louise Windsor（ルイーズ・ウィンザー令嬢）という一般的な伯爵の娘としての名称を呼ばれている。ジェームズは、父がエディンバラ公爵位を授爵したことから継嗣として「ウェセックス伯爵」の儀礼称号を称しており、敬称はLord（卿）を用いる。
サセックス公爵夫妻の長男アーチー及び長女リリベットは、生誕時に曾祖母の女王エリザベス2世が存命であったため、1917年の勅許状によると、王子・王女の身分と殿下の敬称を名乗る権利を持っていない状態にあった。2022年9月8日現在、「国王の孫」となったため王子・王女の身分と殿下の敬称を名乗る権利を有することとなり、2023年3月9日に正式に王子・王女の身分を名乗ることとなった（ただし、殿下の敬称は使用していない）。

#### 国王
| 歴代               | 肖像 | 名            | 英          | 誕生                   | 即位         | 在位期間 | 続柄                     |
| ------------------ | ---- | ------------- | ----------- | ---------------------- | ------------ | -------- | ------------------------ |
| ウィンザー朝 第5代 |      | チャールズ3世 | Charles III | 1948年11月14日（76歳） | 2022年9月8日 | 2年265日 | 女王エリザベス2世第1王子 |

#### 王妃、国王の子女とその家族
|   |                                            |                                            | 現年齢 | 現国王から 見た続柄                                                           | 王位継承 順位 |
| - | ------------------------------------------ | ------------------------------------------ | ------ | ----------------------------------------------------------------------------- | ------------- |
|   | カミラ                                     | カミラ                                     | 77歳   | 王妃                                                                          |               |
|   | ウィリアム（プリンス・オブ・ウェールズ）   | ウィリアム（プリンス・オブ・ウェールズ）   | 42歳   | 第1王子 / 生母はダイアナ妃                                                    | 1位           |
|   | キャサリン（プリンセス・オブ・ウェールズ） | キャサリン（プリンセス・オブ・ウェールズ） | 43歳   |                                                                               |               |
| → |                                            | ジョージ・オブ・ウェールズ                 | 11歳   | 孫/ ウィリアム王子の長男                                                      | 2位           |
| → |                                            | シャーロット・オブ・ウェールズ             | 10歳   | 孫/ ウィリアム王子の長女                                                      | 3位           |
| → |                                            | ルイ・オブ・ウェールズ                     | 7歳    | 孫/ ウィリアム王子の次男                                                      | 4位           |
|   | ヘンリー (サセックス公)                    | ヘンリー (サセックス公)                    | 40歳   | 第2王子 / 生母はダイアナ妃                                                    | 5位           |
|   | メーガン (サセックス公爵夫人)              | メーガン (サセックス公爵夫人)              | 43歳   |                                                                               |               |
| → |                                            | アーチー                                   | 6歳    | 孫/ ヘンリー王子の長男 / 生誕時は「王の嫡男系以外の曾孫」のため殿下の称号無し | 6位           |
| → |                                            | リリベット                                 | 3歳    | 孫/ ヘンリー王子の長女 / 生誕時は「王の嫡男系以外の曾孫」のため殿下の称号無し | 7位           |

#### 国王の兄弟とその家族
|   |                                   |                                   | 現年齢 | 現国王から 見た続柄                         | 王位継承 順位 |
| - | --------------------------------- | --------------------------------- | ------ | ------------------------------------------- | ------------- |
|   | アンドルー王子 (ヨーク公)         | アンドルー王子 (ヨーク公)         | 65歳   | 国王の長弟 /エリザベス2世の第2王子          | 8位           |
| → |                                   | ベアトリス王女                    | 36歳   | 姪/ アンドルー王子の長女 / 生母はセーラ元妃 | 9位           |
| → |                                   | ユージェニー王女                  | 35歳   | 姪/ アンドルー王子の次女 / 生母はセーラ元妃 | 12位          |
|   | エドワード王子 (エディンバラ公爵) | エドワード王子 (エディンバラ公爵) | 61歳   | 国王の末弟 /エリザベス2世の第3王子          | 15位          |
|   | ソフィー (エディンバラ公爵夫人)   | ソフィー (エディンバラ公爵夫人)   | 60歳   |                                             |               |
| → |                                   | ジェームズ (ウェセックス伯爵)     | 17歳   | 甥/ エドワード王子の長男                    | 16位          |
| → |                                   | ルイーズ・ウィンザー              | 21歳   | 姪/ エドワード王子の長女                    | 17位          |
|   | アン （プリンセス・ロイヤル）     | アン （プリンセス・ロイヤル）     | 74歳   | 国王の妹 /エリザベス2世の第1王女            | 18位          |

#### エリザベス2世の従兄弟とその妻
|  |                                           | 現年齢 | 現国王から 見た続柄                                    |
|  | ----------------------------------------- | ------ | ------------------------------------------------------ |
|  | リチャード (グロスター公)                 | 80歳   | 従叔父 / ジョージ5世の三男の次男（孫）                 |
|  | バージット (グロスター公爵夫人)           | 78歳   |                                                        |
|  | エドワード (ケント公)                     | 89歳   | 従叔父 / ジョージ5世の四男の長男（孫）                 |
|  | キャサリン (ケント公爵夫人)               | 92歳   |                                                        |
|  | マイケル・オブ・ケント王子                | 82歳   | 従叔父 / ジョージ5世の四男の次男（孫）、ケント公爵の弟 |
|  | マリー＝クリスティーヌ (マイケル王子夫人) | 80歳   |                                                        |
|  | アレクサンドラ王女                        | 88歳   | 従叔母 / ジョージ5世の四男の長女（孫）、ケント公爵の妹 |

#### 元王族
王子と結婚し、プリンセス (princess) の身分とHer Royal Highnessの敬称を得たが、その後離婚した人物は、以下の通り（存命のみ）。
- セーラ・ファーガソン（ヨーク公爵夫人） - ヨーク公爵アンドルーの元妻

なお、チャールズ（ウェールズ大公）の最初の妻で1996年に離婚したダイアナ・スペンサーは、離婚後もイギリス王室の一員であると見なされ、王族としての責務を果たした。王室は、彼女が「ウェールズ大公妃」（プリンセス・オヴ・ウェールズ）を名乗り続けること、そしてケンジントン宮殿に住み続けること (Grace and Favour)に同意した。これは一般に女性が離婚後も前夫の名字を名乗り続ける慣行による。

### 広義の王族のリスト
次の人物は、1917年の勅許状によると王子・王女の身分が与えられず、殿下の敬称を名乗る権利がなく、実際に名乗っていないが、王族として扱われることがある。
- ベアトリス王女の家族
  - エドアルド・マペッリ・モッツィ - ベアトリス王女の夫
    - シエナ・マペッリ・モッツィ-ベアトリス王女夫妻の長女・王位継承順位10位
    - アテナ・マペッリ・モッツィ-ベアトリス王女夫妻の次女・王位継承順位11位
- ユージェニー王女の家族
  - ジャック・ブルックスバンク - ユージェニー王女の夫
    - オーガスト・ブルックスバンク - ユージェニー王女夫妻の長男・王位継承順位13位
    - アーネスト・ブルックスバンク-ユージェニー王女夫妻の次男・王位継承順位14位
- アン第一王女の家族
  - ティモシー・ローレンス - アン第一王女の夫
    - ピーター・フィリップス - アン第一王女とマーク・フィリップスの長男
    - オータム・フィリップス - ピーター・フィリップスの元妻
      - サバンナ・フィリップス - ピーター・フィリップス夫妻の長女
      - アイラ・フィリップス - ピーター・フィリップス夫妻の次女

    - ザラ・ティンダル - アン第一王女とマーク・フィリップスの長女
    - マイク・ティンダル - ザラ・ティンダルの夫
      - ミア・ティンダル - ティンダル夫妻の長女
      - レイナ・ティンダル- ティンダル夫妻の次女
      - ルーカス・ティンダル -ティンダル夫妻の長男
- マーガレット王女の子供とその家族
  - デイヴィッド・アームストロング＝ジョーンズ（スノードン伯爵） - 故マーガレット王女と初代スノードン伯爵アンソニー・アームストロング＝ジョーンズの長男、ジョージ6世の孫
  - セレナ・アームストロング＝ジョーンズ（スノードン伯爵夫人） - 第二代スノードン伯爵デイヴィッドの妻
    - チャールズ・アームストロング＝ジョーンズ（リンリー子爵） - スノードン伯爵夫妻の長男
    - マーガリタ・アームストロング＝ジョーンズ - スノードン伯爵夫妻の長女

  - サラ・チャット - マーガレット王女とスノードン伯爵の長女、ジョージ6世の孫
  - ダニエル・チャット - セーラ・チャットの夫
    - サミュエル・チャット - チャット夫妻の長男
    - アーサー・チャット - チャット夫妻の次男
- グロスター公爵リチャード王子の子供とその家族
  - アレグザンダー・ウィンザー（アルスター伯爵） - グロスター公爵夫妻の長男、ジョージ5世の曾孫
  - クレア・ウィンザー (アルスター伯爵夫人) - アルスター伯爵アレクサンダーの妻
    - ザン・ウィンザー（カローデン男爵） - アルスター伯爵夫妻の長男
    - コジマ・ウィンザー - アルスター伯爵夫妻の長女

  - デイヴィナ・ルイス - グロスター公爵夫妻の長女、ジョージ5世の曾孫
  - ゲイリー・ルイス - デイヴィナ・ルイスの夫
    - セナ・ルイス - ルイス夫妻の長女
    - タネ・ルイス - ルイス夫妻の長男

  - ローズ・ギルマン - グロスター公爵夫妻の次女、ジョージ5世の曾孫
  - ジョージ・ギルマン - ローズ・ギルマンの夫
    - ライラ・ギルマン - ギルマン夫妻の長女
    - ルーファス・ギルマン - ギルマン夫妻の長男
- ケント公爵エドワード王子の子供とその家族
  - ジョージ・ウィンザー (セント・アンドルーズ伯爵) - ケント公爵夫妻の長男
  - シルヴァナ・ウィンザー（セント・アンドルーズ伯爵夫人） - セント・アンドルーズ伯爵ジョージの妻
    - エドワード・ウィンザー (ダウンパトリック男爵) - セント・アンドルーズ伯爵夫妻の長男
    - マリナ・ウィンザー - セント・アンドルーズ伯爵夫妻の長女
    - アメリア・ウィンザー - セント・アンドルーズ伯爵夫妻の次女

  - ヘレン・テイラー - ケント公爵夫妻の長女
  - ティモシー・テイラー - ヘレン・テイラーの夫
    - コロンバス・テイラー - テイラー夫妻の長男
    - キャシウス・テイラー - テイラー夫妻の次男
    - エロイズ・テイラー - テイラー夫妻の長女
    - エステラ・テイラー - テイラー夫妻の次女

  - ニコラス・ウィンザー - ケント公爵夫妻の次男
  - パオラ・ウィンザー - ニコラス・ウィンザーの妻
    - アルバート・ウィンザー - ニコラス・ウィンザー卿夫妻の長男
    - レオポルド・ウィンザー - ニコラス・ウィンザー卿夫妻の次男
    - ルイス・ウィンザー - ニコラス・ウィンザー卿夫妻の三男
- マイケル王子（マイケル・オブ・ケント）の子供
  - フレデリック・ウィンザー - マイケル王子夫妻の長男
  - ソフィー・ウィンザー - フレデリック・ウィンザーの妻
    - モード・ウィンザー - フレデリック・ウィンザー卿夫妻の長女
    - イザベラ・ウィンザー - フレデリック・ウィンザー卿夫妻の次女

  - ガブリエラ・ウィンザー - マイケル王子夫妻の長女
- アレクサンドラ王女（レディ・オギルヴィ）の子供とその家族
  - ジェームズ・オギルヴィ - アンガス・オギルヴィ夫妻の長男
  - ジュリア・オギルヴィ - ジェームズ・オギルヴィの妻
    - フローラ・オギルヴィ - ジェームズ・オギルヴィ夫妻の長女
    - アレクサンダー・オギルヴィ - ジェームズ・オギルヴィ夫妻の長男

  - マリナ・オギルヴィ - アンガス・オギルヴィ夫妻の長女
    - ゼノースカ・モワット - マリーナ・オギルヴィと元夫ポール・モワットとの長女
    - クリスチャン・モワット - マリーナ・オギルヴィと元夫ポール・モワットとの長男

王女と結婚したが、その後離婚した人々は、以下の通り（存命のみ）。
- マーク・フィリップス - アン第一王女の前夫

## 家系図
- 赤枠の人物は、存命中。
- 黒枠の人物は、故人。
- 太枠の人物は、イギリス君主の子女。

## 王位継承順位
| 順位 | 肖像 | 継承資格者   | 英        | 爵位・称号                 | 性別 | 生年月日/現年齢 | 生年月日/現年齢 | 現在のチャールズ3世国王から見た続柄 |
| ---- | ---- | ------------ | --------- | -------------------------- | ---- | --------------- | --------------- | ----------------------------------- |
| 1位  |      | ウィリアム   | William   | プリンス・オブ・ウェールズ | 男性 | 1982年06月21日  | 42歳            | 第一王子/チャールズの第1子          |
| 2位  |      | ジョージ     | George    |                            | 男性 | 2013年07月22日  | 11歳            | 王孫/ウィリアムの第1子              |
| 3位  |      | シャーロット | Charlotte |                            | 女性 | 2015年05月02日  | 10歳            | 王孫/ウィリアムの第2子              |
| 4位  |      | ルイ         | Louis     |                            | 男性 | 2018年04月23日  | 7歳             | 王孫/ウィリアムの第3子              |
| 5位  |      | ヘンリー     | Henry     | サセックス公爵             | 男性 | 1984年09月15日  | 40歳            | 第二王子/チャールズの第2子          |
| 6位  |      | アーチー     | Archie    |                            | 男性 | 2019年05月06日  | 06歳            | 王孫/ヘンリーの第1子                |
| 7位  |      | リリベット   | Lilibet   |                            | 女性 | 2021年06月04日  | 03歳            | 王孫/ヘンリーの第2子                |
| 8位  |      | アンドルー   | Andrew    | ヨーク公爵                 | 男性 | 1960年02月19日  | 65歳            | 王弟                                |
| 9位  |      | ベアトリス   | Beatrice  |                            | 女性 | 1988年08月08日  | 36歳            | 王姪/アンドルーの第1子              |
| 10位 |      | シエナ       | Sienna    |                            | 女性 | 2021年09月18日  | 03歳            | 王大姪/ベアトリスの第1子            |

## イギリス王室の財産
米国フォーブス誌によると、バッキンガム宮殿や王冠などの国有財産を除く、エリザベス女王の個人資産は、5億ドルと推計されている。また、イギリスの国有財産であるバッキンガム宮殿の資産価値は50億ドル、王室が所有する不動産の価値は100億ドルと推計されている。
イギリス王室はランカスター公領（Duchy of Lancaster）とコーンウォール公領（Duchy of Cornwall）の二つの王族公領を所有している。
Duchy of Lancasterは462km²の広さがあり、2011年においてその価値は3億8319万ポンドと推計されている。また、2011年においてDuchy of Lancasterの利益は1338万ポンドであった。
Duchy of Cornwallは540.9 km²の広さがあり、2010年においてその価値は6億7700万ポンドと推計されている。また、2010年においてDuchy of Cornwallの利益は1720万ポンドであった。
1997年、トニー・ブレア労働党政権のコスト削減により王室専用ヨットのブリタニア号 (HMY Britannia)を退役させ、エリザベス女王が公衆の面前で涙を見せる場面があった。

## 結婚
イギリス王室の場合には、（日本の皇室とは異なり）女性王族が結婚により「臣籍降嫁」し、それ以降は基本的に公務に携わらないということはない。
現国王の妹であるアン王女は、英国オリンピック委員会総裁など340もの団体の長を務め、年間の公務も600件を超える。これは兄チャールズ3世に次ぐ多忙さを意味する。

## 王朝の系譜
ウェセックス王国、ノルマン朝、プランタジネット朝、ランカスター朝、ヨーク朝、テューダー朝、ステュアート朝、ハノーヴァー朝、サクス＝コバーグ＝ゴータ朝、ウィンザー朝、イングランドとの合併前のスコットランド王国、ウェールズ、その他フランス、ドイツ等の血筋が脈打っている。
イギリス王ジョージ1世以前のイングランドとドイツ、フランスの婚族関係については、1114年に神聖ローマ皇帝ハインリヒ5世の妃となったイングランドのマティルダ（王皇帝死後は、エルサレム王国の第4代夫婦両王フルク5世らの息子ジョフロワ5世の妃）、また、その孫のマティルダ・オブ・イングランド（ザクセン公兼バイエルン公ハインリヒ獅子公の妃）がいる。
ジョージ1世からエドワード7世まで
- ジョージ1世 (イギリス王)（1660-1727）- エルンスト・アウグスト (ハノーファー選帝侯)とゾフィー・フォン・デア・プファルツの子
- （婚族）ゾフィア・ドロテア・フォン・ブラウンシュヴァイク＝リューネブルク
  - ジョージ2世 (イギリス王)
  - （婚族） キャロライン・オブ・アーンズバック [1]
    - フレデリック・ルイス
    - （婚族）オーガスタ・オブ・サクス＝ゴータ [2]
      - キャロライン・マティルダ - デンマーク王クリスチャン7世の妃。
      - ジョージ3世 (イギリス王)
      - （婚族） シャーロット・オブ・メクレンバーグ＝ストレリッツ - メクレンブルク＝シュトレーリッツ公子カール・ルートヴィヒとエリーザベト・アルベルティーネ・フォン・ザクセン＝ヒルトブルクハウゼンの子
        - ヨーク・オールバニ公フレデリック - 軍人。
        - ジョージ4世 (イギリス王)
        - （婚族）マリア・フィッツハーバート（英語版）
        - ウィリアム4世 (イギリス王)
        - エドワード・オーガスタス (ケント公)  - 四男。
        - （婚族）ヴィクトリア・オブ・サクス＝コバーグ＝ザールフィールド [4]
          - ヴィクトリア (イギリス女王)（1819-1901） - エリザベス2世の高祖母
          - （婚族） アルバート (ザクセン＝コーブルク＝ゴータ公子) - ヴィクトリア女王の従兄 [4]
            - エドワード7世 (イギリス王) - エリザベス2世の曽祖父
            - アレクサンドラ・オブ・デンマーク

[1] キャロライン・オブ・アーンズバック
- ヨハン・フリードリヒ (ブランデンブルク＝アンスバッハ辺境伯)
- （婚族）エレオノーレ（ザクセン＝アイゼナハ公女）

- キャロライン・オブ・アーンズバック - ジョージ2世の妻

[2] オーガスタ・オブ・サクス＝ゴータ
- フリードリヒ1世 (ザクセン＝ゴータ＝アルテンブルク公)
- （婚族）マグダレーナ・ジビッラ
  - フリードリヒ2世 (ザクセン＝ゴータ＝アルテンブルク公)（1676-1732）
  - （婚族）マグダレーナ・アウグスタ・フォン・アンハルト＝ツェルプスト [3]
    - オーガスタ・オブ・サクス＝ゴータ - ジョージ3世の妻

[3] マグダレーナ・アウグスタ・フォン・アンハルト＝ツェルプスト
- カール・ヴィルヘルム (アンハルト＝ツェルプスト侯) - 同人の甥クリスティアン・アウグストは娘がロシア帝国女帝エカチェリーナ2世。
- （婚族）ゾフィー（ザクセン＝ヴァイセンフェルス公女）
  - マグダレーナ・アウグスタ・フォン・アンハルト＝ツェルプスト - フリードリヒ2世の妻

[4] ヴィクトリア・オブ・サクス＝コバーグ＝ザールフィールド、ザクセン＝コーブルク＝ゴータ公子アルバート
- フランツ (ザクセン＝コーブルク＝ザールフェルト公)
- （婚族）アウグステ・ロイス・ツー・エーベルスドルフ
  - レオポルド1世 (ベルギー王)
  - ヴィクトリア・オブ・サクス＝コバーグ＝ザールフィールド - ヴィクトリア女王の母。
  - エルンスト1世 (ザクセン＝コーブルク＝ゴータ公)
  - （婚族）ルイーゼ・フォン・ザクセン＝ゴータ＝アルテンブルク [5]
    - アルバート (ザクセン＝コーブルク＝ゴータ公子) - ヴィクトリア女王の従兄で夫

[5] ルイーゼ・フォン・ザクセン＝ゴータ＝アルテンブルク
- アウグスト (ザクセン＝ゴータ＝アルテンブルク公)
- （婚族）ルイーゼ・シャルロッテ・ツー・メクレンブルク
  -     - ルイーゼ・フォン・ザクセン＝ゴータ＝アルテンブルク - ヴィクトリア女王の伯父エルンスト1世の妻

## その他
- ウォールストリート・ジャーナルは2011年、集団の様子を「85歳の女性CEOによって経営される非上場の株式会社」と評している（当時は85歳のエリザベス2世が在位中だった）[11]。